# Осана
Оса̀на (на италиански: Ossana) е село и община в Северна Италия, автономна провинция Тренто, автономен регион Трентино-Южен Тирол. Разположено е на 970 m надморска височина. Населението на общината е 837 души (към 2018 г.).